# Diarsia
Diarsia é um gênero de traça pertencente à família Arctiidae.